# Romeo Acquarone
Romeo Acquarone, né le 22 juin 1895 à Monaco et mort le 19 janvier 1980 à Cannes, est un ancien joueur et entraineur de tennis monégasque, naturalisé français en novembre 1937.
Il est notamment le premier vainqueur de la Bristol Cup en 1920, tournoi réservé aux professionnels.

## Biographie
Son père, Michel Acquarone, était un cordonnier originaire de Porto Maurizio (Imperia).
Marié en 1920 à Baptistine Roubaud originaire de Cannes, il résidait à Nice.
Il a été l'entraineur de l'espagnol Enrique Maier à partir de 1913, ainsi que de l'équipe de tennis espagnole aux Jeux olympiques de Paris (avec Eduardo Flaquer et Lilí Álvarez).
Il exerçait essentiellement au Lawn Tennis del Turó, club affilié a l'Association de Lawn Tennis de Barcelone.
En 1925, le basque Martin Plaa, entraineur à la Real Sociedad Sportiva Pompeya, lui propose un défi pour montrer à ses jeunes élèves qu'Acquarone n'est pas un joueur de second plan, mais celui-ci décline car il ne peut se préparer correctement pour ce match, occupé à entrainer tous les jours.